# Аверкиев, Александр Александрович
Алекса́ндр Алекса́ндрович Аве́ркиев (27 февраля 1980 года, Новочеркасск, Ростовская область, РСФСР — 9 января 2000 года) — стрелок-наводчик пулемёта БТР, 2-й дивизии особого назначения (ДОН) внутренних войск Министерства внутренних дел (ВВ МВД), рядовой, Герой Российской Федерации (2000).

## Биография
Родился 27 февраля 1980 года в городе Новочеркасске Ростовской области. Принадлежит к казачьему роду Аверкиевых. После 9-го класса средней школы № 9 поступил в профессионально-техническое училище № 52 по специальности «слесарь по ремонту и обслуживанию автомобилей». В июне 1998 года был призван на срочную службу во внутренние войска МВД России.
Сначала его направили служить в город Армавир, потом, после расформирования части, попал в город-курорт Сочи. Нёс патрульную службу на улицах города. Затем были два с половиной месяца в Дагестане. В район боевых действий на территории Чеченской республики был направлен 25 октября 1999 года.
9 января 2000 года по маршруту Шали — Аргун — Гудермес выдвинулась тыловая колонна внутренних войск из 23 грузовиков. В сопровождение выделили три бронетранспортёра. В экипаж головного БТР входил рядовой Аверкиев. В районе населённого пункта Мескер-Юрта колонна была обстреляна чеченскими боевиками. Сразу начали гореть первый и последний КамАЗы, перекрыв дорогу остальным. Александр огнём из своего пулемёта заставил залечь атакующих бандитов, уничтожил пулемётный расчёт. Это позволило бронетранспортёру и четырём автомашинам из колонны прорваться в направлении населённого пункта Джалка.
Но вскоре они нарвались на новую засаду. Около 250 боевиков стали окружать группу, подожгли БТР. Экипаж покинул технику и занял круговую оборону. Аверкиев, понимая тяжесть создавшегося положения, вернулся в горящий бронетранспортёр и открыл огонь по наседавшим боевикам. До последнего патрона, до последнего дыхания рядовой Аверкиев сдерживал нападавших, прикрывая сослуживцев. Уцелевшие машины увозили раненых из-под обстрела. Александр не смог выбраться из БТРа и заживо сгорел в пылающей машине, но своими действиями помог сослуживцам выйти из окружения.
Указом Президента Российской Федерации от 11 июля 2000 года № 1284 за мужество и героизм, проявленные при исполнении воинского долга в Северо-Кавказском регионе, рядовому Аверкиеву Александру Александровичу присвоено высокое звание Героя Российской Федерации посмертно.
Похоронен в Новочеркасске.

## Память
- В мае 2004 года на здании ПТУ № 52, где учился Герой, была открыта мемориальная доска.
- Памятная доска открыта на жилом доме, где проживал Александр, по адресу город Новочеркасск, улица Свободы 23.
- В июле 2009 года решением властей города Краснодара одна из улиц строящегося микрорайона названа именем Героя Российской Федерации Александра Аверкиева.
- 28 апреля 2015 года на здании школы №9, в которой учился Александр, была установлена памятная доска, а также прошел митинг, посвященный памяти героя.
- 29 августа 2019 года МБОУ гимназии № 92 г.Краснодара присвоено имя Героя Российской Федерации Александра Аверкиева.
- 4 октября 2019 года решением городской думы города Новочеркасск территории расположенной в микрорайоне Соцгород, в районе ул. Высоковольтной, 10 присвоено наименование «Сквер имени А.А. Аверкиева»[1].
- 28 ноября 2019 года на пересечении Бульвара Героев-Разведчиков и улицы имени Героя Аверкиева  состоялось торжественное открытие бюста Героя Российской Федерации рядового Александра Аверкиева[2].